# Westbrook (Rotorua)
Westbrook  est une banlieue de Rotorua dans la baie de l’Abondance qui est située dans l’Île du Nord de la Nouvelle-Zélande.

## Éducation
L’école Westbrook School» est une école primaire, publique, mixte, allant des années 1 à 6 , avec un effectif de 515 élèves en juin 2022